# Kde domov můj
Kde domov můj (Var är mitt hem) är Tjeckiens nationalsång. Musiken skrevs av F J Škroup 1834 och texten av Josef Kajetán Tyl.
När Tjeckoslovakien var ett land var Kde domov můj nationalsång tillsammans med Slovakiens nationalsång Nad Tatrou sa blýska. Då spelades först Kde domov můj direkt följd av första delen av Nad Tatrou sa blýska.